# Walid Mhadeb El Khatroushi
Walid Mhadeb El Khatroushi (Arabe : وليد مهذب الختروشي) est un footballeur libyen, né le 6 novembre 1985.

## Biographie
Il joue depuis le début de sa carrière pour son club formateur, l'Al-Ittihad Tripoli. Il fait partie de l'équipe libyenne qui remporte la médaille d'argent aux Jeux méditerranéens de 2005.